# 専門
| ウィキペディアには「専門」という見出しの百科事典記事はありません（タイトルに「専門」を含むページの一覧/「専門」で始まるページの一覧）。 代わりにウィクショナリーのページ「専門」が役に立つかもしれません。 |